# Christopher Shays

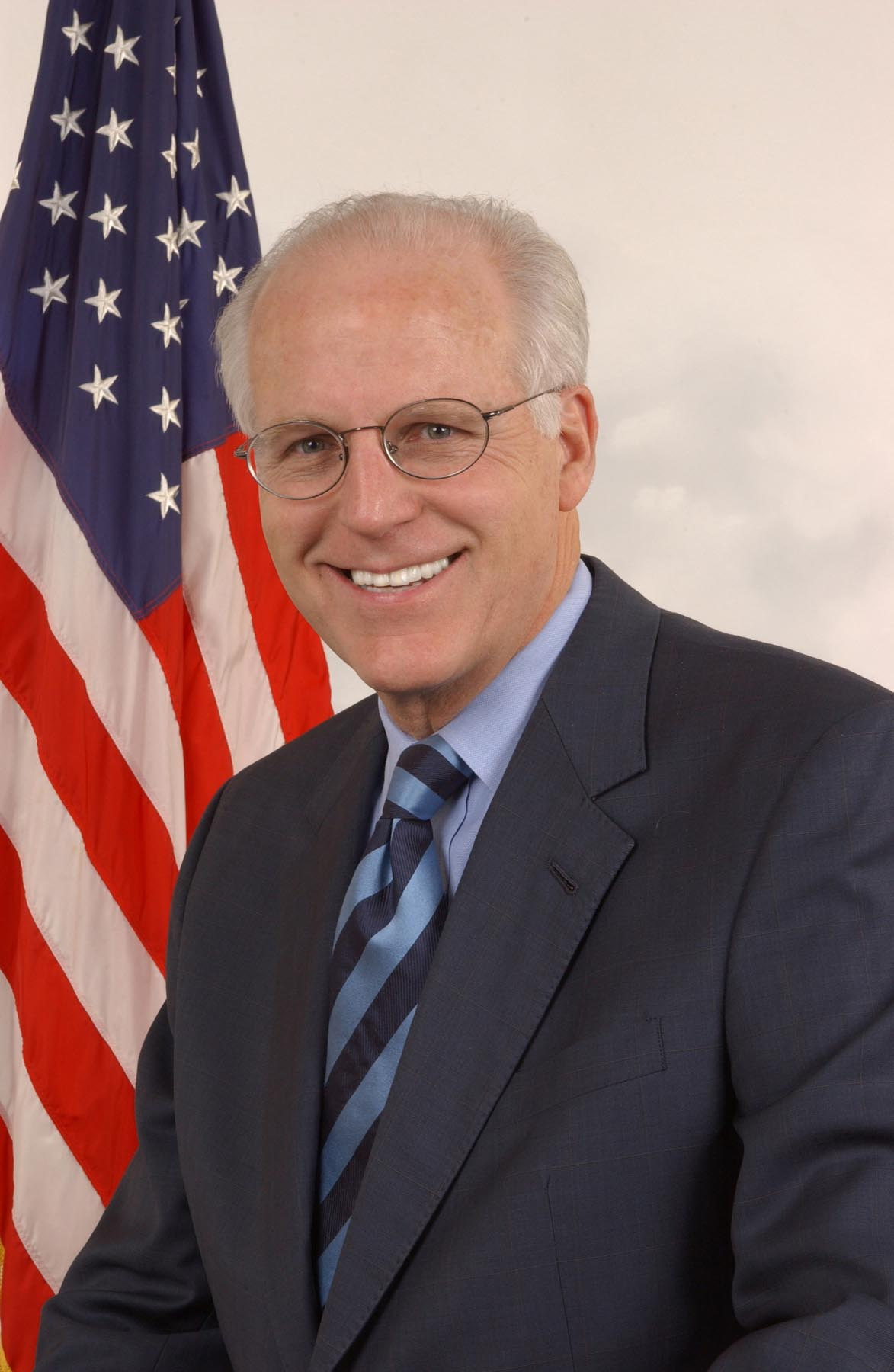
Christopher Shays

Christopher H. „Chris“ Shays (* 18. Oktober 1945 in Stamford, Connecticut) ist ein US-amerikanischer Politiker. Zwischen 1987 und 2009 vertrat er den Bundesstaat Connecticut im US-Repräsentantenhaus.

## Werdegang
Chris Shays besuchte bis 1964 die Darien High School in Connecticut und danach bis 1968 das Principia College in Elsa (Illinois). Anschließend studierte er bis 1978 an der New York University. Politisch wurde er Mitglied der Republikanischen Partei. Von 1968 bis 1970 gehörte er dem Friedenscorps an. Zwischen 1975 und 1987 war er Abgeordneter im Repräsentantenhaus von Connecticut.
Nach dem Tod des langjährigen Kongressabgeordneten Stewart McKinney im Mai 1987 wurde Shays bei den Nachwahlen im vierten Wahlbezirk von Connecticut als dessen Nachfolger in das US-Repräsentantenhaus in Washington, D.C. gewählt. Nach zehn Wiederwahlen konnte er sein Mandat im Kongress zwischen dem 18. August 1987 und dem 3. Januar 2009 ausüben. Bei den Wahlen des Jahres 2008 unterlag er dem Demokraten Jim Himes. Er schied damit als letzter verbliebener Abgeordneter der Republikaner aus Neuengland aus dem Repräsentantenhaus aus.
Während seiner Zeit im Kongress war Shays zeitweise Mitglied im Oversight and Government Reform Committee, im Financial Services Committee und im Homeland Security Committee. Innerhalb dieser Ausschüsse war er noch Mitglied in insgesamt fünf Unterausschüssen. Im Kongress galt Shays als ein moderater Republikaner, der auch einige Male mit den Demokraten stimmte. Er hat auch die Anklageschrift beim versuchten Amtsenthebungsverfahren gegen Präsident Bill Clinton nicht in vollem Umfang mitgetragen. Dies brachte ihm unter anderem scharfe Kritik der konservativen Kolumnistin Ann Coulter ein, die danach erwog, bei der folgenden Wahl für die Libertarian Party anzutreten, um somit Shays Stimmen abzunehmen und so seine Wiederwahl zu verhindern. Shays trat auch für bessere Umweltschutzgesetze ein. Auf der anderen Seite hat er von Anfang an den Irakkrieg unterstützt und rückte erst in seiner letzten Amtszeit im Kongress etwas davon ab, indem er einen baldigen Truppenabzug forderte. Allerdings blieb seine Haltung in dieser Frage widersprüchlich. Während seiner Zeit als Abgeordneter hat er insgesamt 21 Mal den Irak besucht.
Seit Mai 2009 ist Chris Shays Vorstandsmitglied der CIT Group, eines in New Jersey ansässigen Finanzdienstleistungskonzerns. 
Im US-Präsidentschaftswahlkampf 2024 unterstützte Shays die Kampagne Republicans for Harris.
Er ist mit Betsi DeRaismes verheiratet und lebt in Bridgeport.

## Einzelnachweis
1. ↑  "Für unsere Freiheit"– Jetzt wenden sich Republikaner von Trump ab. In: t-online. 6. August 2024, abgerufen am 7. August 2024.

| Personendaten    | Personendaten               |
| ---------------- | --------------------------- |
| NAME             | Shays, Christopher          |
| ALTERNATIVNAMEN  | Shays, Chris                |
| KURZBESCHREIBUNG | US-amerikanischer Politiker |
| GEBURTSDATUM     | 18. Oktober 1945            |
| GEBURTSORT       | Stamford, Connecticut       |